# 愛在奔馳
《愛在奔馳》（英語：All the Pretty Horses）是一部2000年美國愛情西部片，改編自戈馬克·麥卡錫的小說《天下駿馬》。電影由比利·鮑伯·松頓執導，泰德·泰利編寫劇本，麥特·戴蒙、亨利·托馬斯、盧卡斯·布萊克和佩内洛普·克鲁兹。劇情講述兩名德州牛仔前往墨西哥尋找工作，但在他們中的一人愛上了一位富有的牧場主的女兒後，他們很快就觸犯了法律。
電影於2000年12月25日的聖誕節上映，收穫負面為主的評價，票房也不成功。

## 演員
- 麥特·戴蒙飾演約翰·葛雷迪·柯爾（John Grady Cole）
- 亨利·托馬斯飾演萊西·羅林斯（Lacey Rawlins）
- 盧卡斯·布萊克飾演吉米·布萊文斯（Jimmy Blevins）
- 佩内洛普·克鲁兹飾演亞歷珊卓·比利亞雷亞爾（Alejandra Villarreal）
- 山姆·谢泼德飾演J·C·富蘭克林（J.C. Franklin）
- 罗伯特·帕特里克飾演柯爾（Cole）
- 布鲁斯·邓恩飾演法官

## 外部連結
- 互联网电影数据库（IMDb）上《愛在奔馳》的资料（英文）
- Box Office Mojo上《愛在奔馳》的資料（英文）
- 豆瓣电影上《愛在奔馳》的資料 （简体中文）
- 爛番茄上《愛在奔馳》的資料（英文）
- Metacritic上《愛在奔馳》的資料（英文）